# Singha Durbar
Palača Singha Durbar (nepalščina: सिंहदरवार; prevod 'Levja palača') je palača v Katmanduju, glavnem mestu Nepala. Kompleks palače leži v središču mesta, severno od palače Babar Mahal in kompleksa Thapathali Durbar in vzhodno od templja Bhadrakalija. Junija 1908 jo je dal zgraditi Chandra Shumsher JBR. Palača je bila do 1950-ih let ena najlepših in razkošnejših palač na svetu.

## Zgodovina
Zgradil jo je Shumsher takoj po prihodu na položaj predsednika vlade. Sprva je bila majhna zasebna rezidenca, vendar se je med gradnjo povečala. Takoj po izgradnji je Shumsher prodal nepremičnino vladi Nepala za 20 milijonov nepalskih rupij kot uradno prebivališče predsednika vlade. Po njegovi smrti leta 1929 je bila uporabljena kot uradna rezidenca predsednikov vlad rodbine Rana, razen Padme Shumsher JBR, ki je živela v svojem Bishalnagar Durbarju. Zadnji premier Rana ki je zasedel Singha Durbar, je bil Mohan Shumsher JBR. Tudi po padcu rodbine Rana leta 1951 je Mohan uporabljal to palačo, leta 1953 pa mu je vlada njegovega veličanstva odredila, naj jo zapusti, ker je postala nacionalna lastnina.

## Arhitektura

### Zunanjost
Strukturo sta zasnovala Kumar Narsingh Rana, Kishor Narsingh Rana. Arhitektura palače je edinstven primer združevanja stavbnih tradicij, vključno z paladijevskimi, korintskimi, neoklasicističnimi dvorci in baročno arhitekturo.

### Notranjost
Pred požarom leta 1973 je Singha Durbar imela 7 dvorišč in 1700 sob z marmornimi tlemi, pobarvanimi stropi, srebrnim pohištvom in obsežno kristalno razsvetljavo.

### Državna dvorana
Državna dvorana je največja in najbolj okrašena soba v tej palači. To dvorano krasijo tuji uvoženi umetniški predmeti, kot so kristalni lestenci iz stekla iz Murana, belgijska ogledala in angleška vitražna vrata ter italijanska marmorna tla s cvetličnimi vzorci v stenah in stropih. 

### Galerija Baithak
Chandra Shumsher je zgradila zasebno gledališče in ga poimenovala Galerija Baithak. Uporabljena je bila kot stavba parlamenta.

## Pod vlado Nepala
Po prenehanju dednega sistema predsednika vlade (rodbina Rana) je vlada Nepala uporabila to palačo za vladne urade. V palači domujeta oba doma parlamenta Nepala (Pratinidhi Sabha ali Predstavniški dom ter Rashtriya Sabha ali Hiša držav). Ima 20 ministrstev in vladnih služb. Singh Darbar je tudi sedež Radia Nepal in televizije Nepal.

## Nesreče

### Požar 1973
V ponedeljek, 9. julija 1973, je v Singhi Durbaru izbruhnil velik požar, ki je zajel vsa tri krila palače, razen spredaj obrnjenega krila. Da bi preprečili požar sprednjega krila, so s topovi uničili tri krila, obrnjena proti severu, jugu in zahodu. Po požaru je bilo celotno območje obnovljeno na stari podlagi.

### Potres 2015
Palača Singha Durbar je bila v potresu v Nepalu aprila 2015 hudo poškodovana. Označena je bila kot nevarna in predvidena za rušenje.